# OpenOffice数据库
OpenOffice.org Base（又稱Base，OpenOffice Base，OpenOffice 資料庫或OO.o 資料庫）是一個資料庫管理系統，這一個軟件提供Microsoft Access軟件包括的基本功能。

## 外部連結
- Product information page（页面存档备份，存于） from the OpenOffice.org website